# Josia hyperia
Josia hyperia är en fjärilsart som beskrevs av Walker 1854. Josia hyperia ingår i släktet Josia och familjen tandspinnare. Inga underarter finns listade i Catalogue of Life.